# Nephilingis cruentata
Nephilingis cruentata is een spinnensoort uit de familie van de wielwebspinnen (Araneidae).
De wetenschappelijke naam van de soort werd in 1775 als Aranea cruentata gepubliceerd door Johann Christian Fabricius.